# Harriet Jacobs
Harriet Jacobs, född 1813, död 1897, var en amerikansk abolitionist och memoarförfattare. Hennes självbiografi, Incidents in the Life of a Slave Girl som 1861 gavs ut under namnet Linda Brent, har blivit en amerikansk klassiker. 

## Liv som slav
Harriet Jacobs föddes i Edenton i North Carolina som dotter till Delilah Horniblow (d. 1819) och Elijah Knox (d. 1826), och barnbarn till Molly Horniblow. Hon hade även en bror, John S. Jacobs. Familjen var slavar till familjen Horniblow, som ägde ett värdshus i Edenton. År 1825 testamenterades Harriet Jacobs till den tre år gamla Mary Matilda Norcom, vars far James Norcom blev hennes och hennes brors ägare i praktiken. År 1828 frigavs hennes mormor.
Harriet Jacobs blev sexuellt trakasserad av James Norcom. Sedan hon fått två barn med den vita advokaten Samuel Sawyer, förbjöds hon av James Norcoms hustru att bo hos familjen Norcom, och kunde sedan bosätta sig hos sin frigivna mormor, som bodde i trakten. Hon fortsatte att avvisa James Norcom sexuellt, vilket ledde till att han 1835 flyttade henne till sin sons plantage. Han sålde också hennes bror och barn till en slavhandlare. Slavhandlaren var dock agent för Sawyer, och samtliga tre tilläts så småningom lämna Sydstaterna, och blev därmed fria. Harriet Jacobs rymde 1835 från James Norcom med hjälp av en kvinnlig vit slavägare, och levde sedan gömd i sin mormors bostad i sju år.

## Förrymd slav
År 1842 kunde Jacobs slutligen lämna Sydstaterna och med hjälp av den underjordiska järnvägen ta sig till Philadelphia, där hon fick hjälp av abolitionisterna under Philadelphia Vigilant Committee. Hon anställdes sedan som barnskötare hos Nathaniel Parker Willis i New York City. Under sitt arbete där följde hon bland annat med på en resa till England 1845. Hon arbetade som barnskötare hos familjen Willis i flera år, men tvingades ofta avbryta sin anställning och gömma sig hos abolitionisterna i Philadelphia när hennes förra ägare letade efter henne. År 1850 blev hon slutgiltigt fri, när hennes arbetsgivares hustru Cornelia Grinnell Willis lagligen köpte henne och frigav henne.

## Abolitionist och memoarförfattare
Jacobs umgicks bland abolitionister och feminister i Philadelphia. Hennes bror blev en aktiv abolitionist, och hon själv engagerade sig aktivt i rörelsen då hon 1853 deltog med sin första debattartikel i pressen. Hon fick 1852 förslaget att skriva sina memoarer. År 1857 var memoarerna färdiga, och de utgavs slutligen år 1861 och blev en succé med stöd av abolitioniströrelsen. Boken utgavs även i England 1862.
Under amerikanska inbördeskriget verkade Harriet Jacobs som hjälparbetare bland befriade före detta slavar på mark ockuperad av Nordstaterna. Hon höll även offentliga tal för abolitionistörelsen. År 1863 öppnade hon en skola för frigivna slavar i Alexandria, Jacobs School. År 1865 anlände hon och hennes dotter till Savannah där de ägnade sig åt hjälparbete bland nyligen befriade slavar, och grundade en asyl och barnhem. År 1866 lämnade de Sydstaterna på grund av de allt värre raskravallerna.
Harriet Jacobs avslutade sitt offentliga engagemang 1867 och drev sedan ett värdshus i Cambridge i Massachusetts.